# Врмац (тунель)
42°24′11″ пн. ш. 18°45′10″ сх. д. / 42.4031° пн. ш. 18.7528° сх. д.
Тунель Врмац (серб. Тунел Врмац) — автомобільний тунель на півдні Чорногорії. Північний портал знаходиться в Которі. Південний портал розташований на північний схід від Тівату.
Тунель, завдовжки 1637 м, з'єднує місто Котор з Адріатичним шосе та рештою Чорногорії. Він прямує під горою Врмац, тим самим допомагає уникнути серпантинів що є на старій дорозі, яка прямує через гору.
Дистанцію тунелю було наполовину пройдено на 1991 році, але через брак фінансування, було заморожено. У 2004 році були розпочаті роботи по завершенню тунель і доведенню його до європейських стандартів. Будівельні роботи, проведені австрійською компанією Strabag, були завершені на початку 2007 року, і зараз тунель обладнаний сучасними системами освітлення, вентиляції та безпеки.